# Avenue Marcel-Langer
L'avenue Marcel-Langer (en occitan : avenguda Marcel Langer) est une voie de Toulouse, chef-lieu de la région Occitanie, dans le Midi de la France.

## Situation et accès

### Description
L'avenue Marcel-Langer est une voie publique. Elle se trouve dans le quartier Saint-Agne. Il correspond à une partie du chemin vicinal no 25, dit de la Croix du Caleil, qui reliait la porte Montoulieu au grand-chemin Français (actuelles grande-rue Saint-Michel, avenue de l'U.R.S.S., avenue Jules-Julien et route de Narbonne).
La chaussée compte une seule voie de circulation automobile en sens unique. Elle appartient à une zone 30 et la vitesse y est limitée à 30 km/h. Il n'existe pas de bande, ni de piste cyclable, quoiqu'elle soit à double-sens cyclable.

### Voies rencontrées
L'avenue Marcel-Langer rencontre les voies suivantes, dans l'ordre des numéros croissants (« g » indique que la rue se situe à gauche, « d » à droite) :
1. Avenue de l'U.R.S.S.
2. Rue du Commandeur-Cazeneuve (d)
3. Impasse Marcel-Langer (d)
4. Boulevard André-Delacourtie (g)
5. Avenue Paul-Crampel (d)

## Odonymie

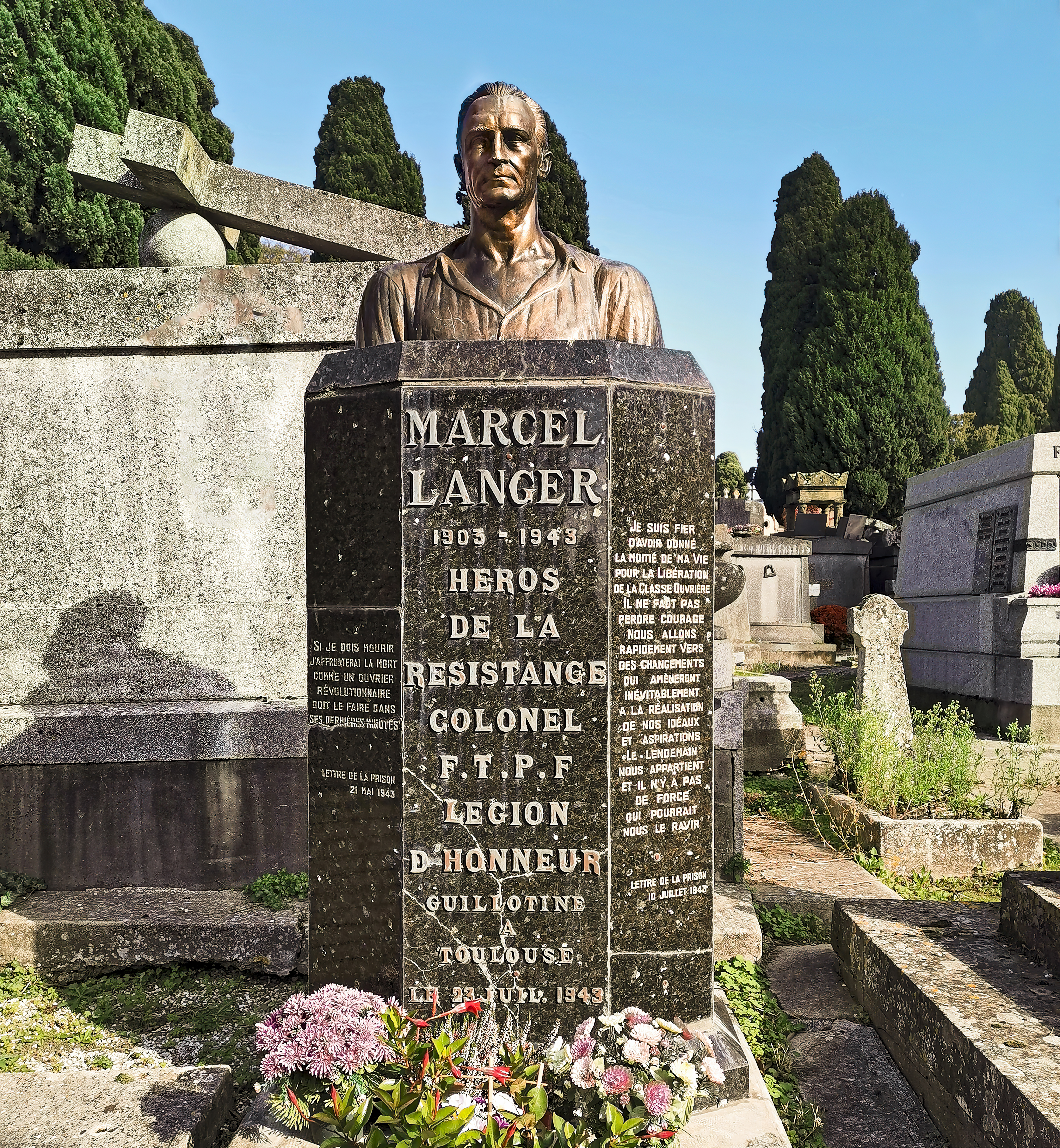
Monument à Marcel Langer au cimetière de Terre-Cabade (par Sylvestre Clerc).

L'avenue est nommée en hommage à Marcel Langer (1903-1943). Mendel Langer naît à Szczucin, en Galicie autrichienne, dans une famille juive. En 1920, ses parents, fuyant les persécutions antisémites dans la jeune Pologne, émigrent en Palestine mandataire. Mendel milite au Parti communiste palestinien mais, arrêté et emprisonné par les Britanniques, il s'évade et s'installe en France en 1931, à Paris, puis à Toulouse – il habite au no 3 rue des Pénitents-Blancs –, où il trouve un emploi d'ajusteur-fraiseur. Il adhère dès cette époque au Parti communiste français. En 1936, lorsqu'éclate la guerre d'Espagne, il rejoint les brigades internationales qui combattent aux côtés des républicains espagnols. C'est en Espagne qu'il rencontre son épouse, Cecilia Molina. En 1939, à la fin de la guerre, il est interné aux camps d'Argelès, puis de Gurs, dont il s'évade. Revenu à Toulouse, il travaille aux ateliers des Constructions mécaniques du Midi et retrouve ses camarades de la main-d'œuvre immigrée (MOI), syndicat de travailleurs étrangers proche du Parti communiste. En 1941, alors que la MOI se transforme en mouvement de résistance, il devient le commandant de la 35e brigade. Mais le 6 février 1943, alors qu'il revient de Montauban avec une valise contenant des explosifs, il est arrêté à la gare Saint-Agne. Jugé par la section spéciale de la cour d'appel, il est condamné à mort le 21 mars 1943 et guillotiné le 23 juillet 1943 à la prison Saint-Michel.
L'avenue, aux XVIe et XVIIe siècles, est une partie du chemin de la Croix-du-Caleil (actuelles avenue François-Frizac, Victor-Ségoffin et Marcel-Langer) : il aboutissait en effet à la croix de ce nom (calelh, « lampe » en occitan), une croix de carrefour qui se dressait au croisement du grand-chemin Français (actuelle avenue de l'U.R.S.S.). Au XVIIIe siècle, le chemin prend plutôt le nom du Busca, car il longeait le domaine d'une métairie qui appartenait au début du XVIIe siècle à Pierre de Busca, conseiller au parlement, et passée au milieu du XVIIIe siècle à Jean-François Daspe de Meilhan, président à mortier au parlement. En 1866, il prit le nom de chemin du Préfet, qui se conserva jusqu'en 1938, date à laquelle la municipalité socialiste d'Antoine Ellen-Prévot lui attribua le nom de Bernard Desbals (1877-1911). Ouvrier graveur et socialiste toulousain, admirateur d'Auguste Blanqui et proche des positions guesdistes, il adhère au Parti socialiste de France (PSF), puis à la Section française de l'Internationale ouvrière (SFIO), dont il devient secrétaire fédéral, représentant le département de la Haute-Garonne, mais aussi secrétaire de rédaction du journal Le Midi socialiste. En 1940, la nouvelle municipalité vichyste effaça le nom de ce militant socialiste et lui rendit son nom précédent. Il était par ailleurs le père d'Henri Desbals (1904-1944), également militant socialiste, secrétaire de la SFIO de Toulouse et conseiller municipal de 1935 à 1940, qui s'engagea par la suite dans la Résistance, au sein du groupe « Libérer et Fédérer », fut arrêté et mourut en déportation au camp de concentration de Buchenwald,.
Finalement, en 1945, à la Libération, la municipalité provisoire dirigée par Raymond Badiou, largement issue de la Résistance, lui attribua le nom de Marcel Langer.

## Patrimoine et lieux d'intérêt

### École maternelle Ricardie
L'école maternelle Saint-Agne est construite en 1891, en même temps que l'école de filles (actuelle école élémentaire Ricardie, no 20 avenue de l'U.R.S.S.), afin de répondre à la croissance démographique du quartier du même nom. Elle sert d'école d'application à l'école normale d'instituteurs (actuel Institut national supérieur du professorat et de l'éducation, no 56 avenue de l'U.R.S.S.). Elle est par la suite nommée d'après François Ricardie.
L'école maternelle se compose de deux corps de bâtiment : un en plain-pied et un surmonté d'un étage et d'un fronton triangulaire. Les baies sont segmentaires.

### Immeubles et maisons
- no  9 : maison (deuxième moitié du XIXe siècle)[11].
- no  19 : maison (deuxième quart du XXe siècle)[12].
- no  19 bis : maison toulousaine (deuxième moitié du XIXe siècle)[13].